# André Buzin
 (août 2025).
André Buzin, né le 31 décembre 1946 à Dinant, est un peintre belge qui s’est spécialisé dans les sujets animaliers et floraux. Il est connu pour les « Oiseaux », série de timbres d'usage courant belges.
Il a réalisé plus de quatre cents dessins pour la collection « Vie secrète des Bêtes » aux éditions Hachette. Il expose depuis 1982.
Ses premiers timbres-poste sont émis par le Zaïre en 1984 : en avril, la faune du parc de la Garamba sur huit figurines et en octobre quatre valeurs sur l'okapi (Okapia johnstoni). En juillet, il dessine les huit timbres de la série sur les Jeux olympiques de Los Angeles pour le Rwanda et une série pour la Mauritanie.
Sur proposition d'André Schittecatte, il soumet des maquettes qui deviennent les premières valeurs de la série « Oiseaux », timbres d'usage courant en cours depuis 1985. Il a aussi dessiné quelques fleurs pour La Poste belge.
Il a été récompensé par une dizaine de Grand Prix de l’art philatélique belge, dont la plus grande distinction le « Prix du Roi » en 1995. Depuis la fin des années 1990, il illustre avec des variétés de fleurs des timbres autocollants belges.
Pour le 20e anniversaire de sa première émission « Oiseaux », la Poste belge émet le 2 avril 2005 un timbre pour la journée du timbre : en taille-douce et d'une valeur de 4 €, il représente une cigogne noire peinte par Buzin et gravée par Guillaume Broux.

## Œuvres principales

### Timbres-poste de Belgique
- 3 F « Gros-bec » et 9 F « Chardonneret élégant », 30 septembre 1985, Belgique ; deux premiers timbres de la série « Oiseaux ».
- « Races de chiens belges », 4 timbres, 24 mai 1986 ; sont représentés les bergers malinois, de Tervuren, de Groenendael et le bouvier des Flandres.
- « Année européenne de l'environnement », série de 3 timbres (Ophrys abeille, Petit rhinolophe et Faucon pèlerin), 14 mars 1987 ; premiers timbres belges de Buzin représentant une fleur (le premier cité).
- « Canards », carnet de 4 timbres, 2 septembre 1989 ; sont représentés les canards colvert, pilet, souchet et la sarcelle d'hiver.
- « Papillons », 4 timbres, 8 mai 1993 ; avec Aglais urticae, Apatura iris, Inachis io et Vanessa atalanta.
- Trois timbres sur des événements sportifs de l'année 1994 : le centenaire du Comité olympique, les Jeux olympiques d'hiver à Lillehammer et la Coupe du monde de football aux États-Unis, émis le 12 février 1994.
- « Les abeilles et l’apiculture », carnet de six timbres illustrant cette activité, 30 août 1997.
- « Rhododendron simsii » en timbre autocollant (premier de ce genre en Belgique) et à validité permanente, 1er décembre 1997. Plusieurs carnets et roulettes ont par la suite été émis représentant une fleur par André Buzin.
- « Mammifères des Ardennes », 4 timbres émis le 17 avril 1998 : le cerf élaphe, le chevreuil, le renard roux et le sanglier.

Des manifestations florales ont été illustrées par des timbres de Buzin :
- « Floralies gantoises VIII », 3 timbres, 3 mars 1990 ; avec la Cattleya harrisoniana, l'Iris florentina et la Lilium bulbiferum,
- « Floralies gantoises IX », 3 timbres, 4 mars 1995 : la Fuchsia hybrida, l'Hibiscus rosa-sinensis et le Rhododendron simsii.
- « 11e Congrès mondial de la Société des roses », 3 timbres, 5 juillet 1997 : les Rosae damascena coccinea, sulfurea et centifolia.

### Timbres-poste du Rwanda
- « Jeux olympiques d'été de Los Angeles », 8 timbres, 16 juillet 1984. Ponctuellement au cours de sa carrière, André Buzin a illustré des timbres sur le sport.
- « Gorilles des montagnes (3e série) », 4 timbres, 25 mars 1985.
- « Bicentenaire de la naissance de John James Audubon », 4 timbres animaliers d'après des dessins d'Audubon, 18 septembre 1985.
- « Coupe du monde de football 1986 au Mexique », 6 timbres, 16 juin 1986.
- « Parc de l'Akagera », 8 timbres, 15 décembre 1986.
- « Léopards », 5 timbres, 18 novembre 1987.
- « Primates de la forêt de Nyungwe », 4 valeurs, 15 septembre 1988.
- « Plantes médicinales », 5 timbres, 10 février 1989.

### Timbres-poste du Zaïre
- « Parc de la Garamba », 8 timbres, 2 avril 1984 ; premiers timbres dessinés par Buzin.
- « L'okapi », 4 timbres, 15 octobre 1984.
- « Bicentenaire de la naissance de John James Audubon », 4 timbres animaliers d'après des dessins d'Audubon, 1er octobre 1985.
- « Reptiles », 6 timbres, 11 février 1987.
- « Parc de la Garamba - Les animaux de brousse », 5 timbres, 1994.